# Igreja de San Lorenzo de Carangas
San Lorenzo de Carangas é uma igreja localizada na cidade de Potosí no departamento homônimo na Bolívia. Segundo historiadores esta era chamada antigamente La Anunciación. Esta e a igreja de Santa Bárbara foram as primeiras igrejas construídas na cidade. A construção de San Lorenzo "La Anunciación" teve início em 1548, mas uma forte nevada colapsou o templo dez anos mais tarde pelo que teve que ser reparada. Com a chegada do Vice-rei Toledo, se mudou seu nome pelo de San Lorenzo de Carangas, por estar destinada ao culto do povo indígena carangas. Quando se construiu a atual catedral, passou a ser paróquia de índios.
No entanto a maior remodelação corresponde ao século XVIII, época na que se levantou a cúpula também se fez à entrada barroca - mestiça de uma vasta riqueza ornamental.